# Pavel Sladký
Pavel Sladký (* 1980, Praha) je český filmový kritik, kulturní publicista, dramaturg, moderátor a redaktor Českého rozhlasu.

## Život
Vystudoval bohemistiku na Filozofické fakultě Univerzity Karlovy v Praze a žurnalistiku na Fakultě sociálních věd. Jeho ženou je publicistka a autorka knih Michaela Sladká.

## Kariéra
Od roku 2010 pracuje jako redaktor na Radio Wave, kde moderuje pořad Casablanca. Je také pravidelným korespondentem Českého rozhlasu z domácích i zahraničních filmových festivalů, jako jsou MFF Karlovy Vary, Letní filmová škola, MFF v Cannes, Berlinale v Berlíně nebo festival v Benátkách. Je členem mezinárodní federace FIPRESCI, od roku 2009 moderuje debaty a masterclass na Letní filmové škole. Řadu let se stará o komunikaci a PR sdružení České filmové kritiky a organizaci Ceny české filmové kritiky. V roce 2020 vydal knihu Filmy jsou tajné dveře do reality, ve které zpracoval portréty a rozhovory významných současných filmových tvůrců, jako jsou Michael Haneke, Claire Denis, Chou Siao-sien, Lars von Trier, Ulrich Seidl, Elia Suleiman, Mohsen Machmalbaf nebo Pong Čunho. Jako publicista pravidelně píše do časopisů Film a doba, Cinepur, web ČT Art, dříve publikoval v Orientaci Lidových novin nebo časopise A2.

## Publikace
2020 – Film jsou tajné dveře do reality. 10 zásadních režisérek a režisérů současnosti – portréty a rozhovory.